# Baci rubati
Baci rubati (Baisers volés) è un film del 1968 diretto da François Truffaut.
Girato a Parigi dal 5 febbraio al 28 marzo 1968 e proiettato per la prima volta in pubblico il 6 settembre 1968. Costituisce il terzo capitolo della saga dedicata al personaggio di Antoine Doinel, interpretato da Jean-Pierre Léaud.

## Trama
Il giovane Antoine Doinel, riformato dal servizio militare per instabilità di carattere, ritorna dalla sua fidanzata, Christine Darbon. Lavora come portiere di notte in un albergo, ma viene licenziato perché aiuta involontariamente un detective a cogliere in flagrante un'adultera. Viene assunto dallo stesso detective ed è incaricato di sorvegliare le commesse del negozio di scarpe del signor Tabard, ma s'innamora perdutamente della moglie dello stesso Tabard, con la quale avrà un incontro amoroso. Viene, quindi, licenziato dall'agenzia investigativa e diventa tecnico riparatore di televisori.
Un giorno Christine, che non lo ha mai dimenticato, rompe il suo apparecchio televisivo e chiama Antoine per ripararlo. Antoine, ormai maturo, fa l'amore con lei e le chiede di sposarlo. I due fidanzatini siedono tranquilli su una panchina, quando un uomo misterioso, che da tempo pedinava Christine, si fa avanti e rivela alla ragazza il proprio amore, assoluto e «definitivo», dicendosi certo che ella saprà abbandonare il mondo del provvisorio per unirsi a lui. E se ne va.

## Accoglienza
Nella versione italiana aggiornata del Dictionnaire des Films di Georges Sadoul, curata da Andrea Vannini, alla scheda Baci rubati di François Truffaut si legge che  «tra le sue commedie leggere, risulta ancora la più convincente». Con questo film Truffaut inizierà a prendere le distanze da Godard e in un'intervista dichiara di non voler rispondere alle sue provocazioni su un suo presunto disimpegno nel senso inteso dai militanti politici in quel periodo a ridosso del Maggio francese. «Per Godard, l'esperienza del maggio significa riconoscere che la politica va messa al posto di comando della pratica cinematografica: per Truffaut, al posto di comando resta invece l'estetica, come ai bei tempi dei Cahiers ».

## Riconoscimenti
- Grand Prix du Cinéma Francais
- Premio Louis-Delluc 1968
- Prix Méliès
- Prix Femina Belge
- Prix des Auteurs
- Prize of the British Film Institute
- Prize of the Hollywood Foreign Association
- Prize of the Academy Motion Picture Arts and Sciences
- National Board of Review Awards 1969: nella lista dei migliori film stranieri